# Natalie Steward
Natalie Alwyne Steward (Pretoria, 30 aprile 1943) è un'ex nuotatrice britannica, specializzata nello stile libero e nel dorso.

## Palmarès
- Giochi olimpici

Roma 1960: argento nei 100 metri dorso, bronzo nei 100 metri stile libero.